# Crise constitucional na Nova Zelândia em 1984
|                |             |
| Robert Muldoon | David Lange |

A crise constitucional da Nova Zelândia de 1984 foi um importante evento constitucional e político na história da Nova Zelândia. A crise surgiu após as eleições gerais de 1984 e foi causada por uma grande crise cambial. A crise levou o governo a rever as estruturas constitucionais da Nova Zelândia, o que resultou na Lei da Constituição de 1986.

## Contexto
Antes de 1985, o dólar da Nova Zelândia era controlado centralmente pelo Reserve Bank of New Zealand a uma taxa de câmbio fixa ao dólar dos Estados Unidos. No início de 1984, o vice-governador do Banco da Reserva, Roderick Deane, ficou preocupado com o fato de o dólar da Nova Zelândia ter supervalorizado significativamente e estar vulnerável à especulação cambial nos mercados financeiros no caso de um "evento político significativo".

## Crise cambial
A especulação da mídia seguiu um vazamento de que um novo governo trabalhista provavelmente desvalorizaria significativamente o dólar após a eleição. O Banco Central alertou o Primeiro Ministro, Sir Robert Muldoon, que também era Ministro das Finanças, de que o dólar deveria ser desvalorizado. Muldoon ignorou o conselho, por acreditar que isso prejudicaria os neozelandeses mais pobres no médio prazo. Em junho de 1984, Muldoon anunciou uma eleição instantânea a ser realizada em julho. Isso causou uma corrida imediata ao dólar, pois os especuladores de moeda acreditavam que uma vitória trabalhista significaria desvalorização. Apesar de uma profunda crise cambial, Muldoon continuou se recusando a desvalorizar, forçando o Reserve Bank a tomar algumas medidas extraordinárias, como fechar os mercados de Forex por um curto período de tempo para desacelerar a desvalorização.
Em 14 de julho, Muldoon e National perderam as eleições gerais, e o quarto governo trabalhista liderado por David Lange foi empossado em 26 de julho.

## Crise constitucional aumenta
Por convenção constitucional, entre o dia da eleição e o retorno dos mandados para a eleição, um governo interino de saída implementou as instruções de um novo governo.
Na manhã do domingo, 15 de julho, os funcionários do Banco da Reserva (governador do Banco da Reserva Spencer Russell, Roderick Deane e secretário do Tesouro Bernie Galvin) se reuniram com o chefe do Departamento do Primeiro Ministro Gerald Hensley e concordaram que o mercado de moedas não podia abrir. Segunda-feira, a menos que haja uma desvalorização. Contactado por Hensley, Muldoon se recusou a se encontrar naquela tarde, mas disse-lhe que eles poderiam fechar o mercado na segunda-feira, se quisesse, e concordou em encontrá-lo às 8h30 da segunda-feira em 16 de julho. Russell fechou o mercado na noite de domingo. Os funcionários do Banco Central também escreveram uma carta a Lange, e um oficial do Tesouro informou oficialmente ao ministro das Finanças, Roger Douglas, sobre a situação.
Após a reunião na segunda-feira de manhã, Russell e Galvin embarcaram em um voo para Auckland para aconselhar Lange, e Deane relutantemente informou o vice-líder do trabalho, Geoffrey Palmer, antes de escapar da espera de jornalistas pela porta dos fundos. Muldoon ligou para Lange às 10h30 e sugeriu que fizessem uma declaração conjunta de que a moeda não seria desvalorizada. Lange disse que daria uma resposta a Muldoon depois de se encontrar com Russell e Galvin. A reunião, que também incluiu Douglas e seu ministro adjunto de finanças, David Caygill, ocorreu no Aeroporto Internacional de Auckland. Ao ser avisado de que uma declaração conjunta não resolveria o problema da moeda, Lange disse a Russell e Galvin para informar Muldoon que não haveria declaração conjunta. Lange então viajou para reuniões não relacionadas com o Secretário de Estado dos EUA em Ohakea e o Ministro das Relações Exteriores da Austrália em Wellington, antes de retornar a Auckland. Enquanto isso, Russell e Galvin decidiram, durante a viagem de volta a Wellington, que não deveriam contar a Muldoon, mas que Lange deveria fazer isso sozinho. Muldoon ficou esperando uma resposta e, apesar dos apelos de Hensley a Galvin, não recebeu nenhum antes de voltar para casa por volta das 17 horas. Sua esposa disse-lhe para descansar e tirou o telefone do gancho sem avisar. Até agora, Deane decidiu que Muldoon deveria ser informado do que havia acontecido, mas não podia entrar em contato com Muldoon por telefone.
Enquanto isso, Lange impusera um blecaute de 24 horas sobre o problema da moeda, e foi noticiado no noticiário da televisão às 18h30, dizendo que Muldoon estava "recusando seus conselhos sobre o assunto". Muldoon fez com que seu secretário de imprensa emitisse uma declaração de que isso não era verdade e concordou em uma entrevista na televisão com Richard Harman naquela noite. Logo depois, ele recebeu uma nota manuscrita de Deane explicando a situação, seguida por uma carta de Lange. Na entrevista, Muldoon analisou os eventos do dia a partir de sua perspectiva. Ele disse que Lange ainda não havia respondido a ele: "Não vou desvalorizar enquanto for ministro das Finanças" e que ele espera que Lange concorde amanhã em não desvalorizar. O primeiro-ministro eleito David Lange respondeu com uma entrevista própria. Ele declarou: "Esta nação está em risco. É assim que é básica. Este primeiro-ministro de saída, espancado, tentou, durante uma entrevista na televisão, causar mais danos à economia da Nova Zelândia do que qualquer declaração já feita. Ele na verdade alertou o mundo para uma crise. E, como o rei Canute, ele fica lá e diz que todo mundo está errado, menos eu ".
Isso provocou uma nova crise nos mercados de câmbio - quando a bolsa foi aberta em 17 de julho, milhões de dólares em moedas estrangeiras deixaram o país, já que especuladores de moeda esperavam uma desvalorização do dólar da Nova Zelândia. Lange comentou mais tarde: "Na verdade, éramos reduzidos a perguntar a nossos postos diplomáticos no exterior quanto dinheiro eles poderiam sacar com seus cartões de crédito! Essa é a extensão da calamidade que nos foi imposta pelas instruções que recebemos".

### Resolução
Roderick Deane e Spencer Russell então conversaram com vários ministros seniores dentro do caucus do Partido Nacional. Na manhã de quarta-feira, 18 de julho, após uma reunião de emergência, Muldoon cedeu e concordou em desvalorizar a moeda de acordo com os desejos de Lange. Os membros mais seniores do gabinete de Muldoon, liderados pelo líder Jim McLay, ameaçaram remover Muldoon de sua liderança do Partido Nacional e, portanto, despojá-lo de seu cargo de primeiro-ministro e ministro das Finanças. Os membros do gabinete Jim McLay e Geoffrey Palmer tiveram papéis-chave em convencer Muldoon a renunciar. Eles defenderam uma "convenção de zelador", apesar de ela não existir formalmente. McLay redigiu a convenção e a apresentou em um comunicado à imprensa em 17 de junho, onde se tornou reconhecida como a 'convenção de zelador'. O dólar da Nova Zelândia foi desvalorizado em 20%. Em um documentário de 1994 sobre a crise, o ex-ministro do Gabinete Hugh Templeton confirmou que McLay, trabalhando com Bill Birch e Jim Bolger, estava pronto para abordar com o governador-geral Sir David Beattie para remover Muldoon como primeiro-ministro (Beattie sugeriu que ele poderia remover Muldoon antes da reunião do gabinete em 19 de julho).

## Consequências
Como consequência da crise constitucional, o novo governo trabalhista convocou o Comitê de Funcionários em Reforma Constitucional para revisar a lei constitucional da Nova Zelândia, e a Lei da Constituição de 1986 resultou dos dois relatórios deste Comitê. No entanto, a questão da transferência de poder do governo titular para eleger governos (e, portanto, primeiros-ministros) não foi resolvida por esta lei, e a transferência de poderes executivos continua sendo uma convenção constitucional não escrita, conhecida como 'convenção interinstitucional', desenvolvida por Jim. McLay.

## Dramatização
Uma minissérie de televisão, Chuva Radioativa, dramatizou os eventos que cercam a crise e o início da política de livre de armas nucleares da Nova Zelândia (uma grande prancha da campanha eleitoral do Labour em 1984) foi produzida na Nova Zelândia em 1995. Esta minissérie, escrita por Greg McGee e Tom Scott, estrelaram Mark Mitchell como Lange e Ian Mune como Muldoon.